# 感受 Shizuka Kudo 35th Anniversary self-cover album
『感受 Shizuka Kudo 35th Anniversary self-cover album』（かんじゅ シズカ クドウ サーティフィフス・アニバーサリー・セルフカバー・アルバム）は、工藤静香の初となるセルフカバー・アルバム。2022年7月20日発売。発売元はポニーキャニオン。

## 概要
工藤静香ソロ・デビュー35周年を記念した初のセルフカバー・アルバム。工藤のファンクラブ会員から募ったリクエストを基に構成され新録音された。
情報解禁日は工藤の52歳の誕生日当日である。
タイトルの「感受」は自身の誕生日に閃いた言葉で「様々なものを心に受け止める」意味を持つ。編曲家陣には村松崇継・澤近泰輔・渡辺剛を迎えている。
前年12月2日に配信限定シングルとしてリリースされた中島みゆき作詞・作曲による「島より」は、ボーナス・トラックとして15曲目に収録された。
本作発売前の約1か月前となる6月22日に1曲目収録の「慟哭」、約2週間前の7月8日に2曲目収録の「Blue Velvet」が共に先行配信された。「Blue Velvet」は本作収録のバージョンでミュージック・ビデオが制作されている。

## パッケージ仕様
本作は15曲入り通常盤CDの他、ポニーキャニオンショッピングクラブ限定で5曲入りボーナスCD付2枚組+オリジナルデザイングッズ（THERMOS真空断熱ケータイマグ500mL＜水筒型＞+エコバッグ+アクリルキーホルダー）入り豪華BOX仕様で、プレミアムトークイベント参加応募券も封入された完全受注生産盤が発売された。

### アートワーク
ディスクジャケットには、狼と共に真っ直ぐカメラを見つめる工藤が写っている。

## 収録曲
（作詞・作曲・編曲の各クレジットは紀伊國屋書店のサイトより）

### CD
| #         | タイトル                           | 作詞       | 作曲       | 編曲      | 時間  |
| --------- | ---------------------------------- | ---------- | ---------- | --------- | ----- |
| 1.        | 「慟哭」                           | 中島みゆき | 後藤次利   | 村松崇継  | 5:12  |
| 2.        | 「Blue Velvet」                    | 愛絵理     | はたけ     | 澤近泰輔  | 4:06  |
| 3.        | 「恋一夜」                         | 松井五郎   | 後藤次利   | 澤近泰輔  | 4:41  |
| 4.        | 「嵐の素顔」                       | 三浦徳子   | 後藤次利   | 澤近泰輔  | 4:01  |
| 5.        | 「くちびるから媚薬」               | 松井五郎   | 後藤次利   | 渡辺剛    | 4:13  |
| 6.        | 「禁断のテレパシー」               | 秋元康     | 後藤次利   | 渡辺剛    | 4:31  |
| 7.        | 「めちゃくちゃに泣いてしまいたい」 | 松井五郎   | 後藤次利   | 村松崇継  | 5:02  |
| 8.        | 「激情」                           | 中島みゆき | 中島みゆき | 澤近泰輔  | 4:38  |
| 9.        | 「黄砂に吹かれて」                 | 中島みゆき | 後藤次利   | 村松崇継  | 4:09  |
| 10.       | 「MUGO・ん…色っぽい」              | 中島みゆき | 後藤次利   | 村松崇継  | 4:10  |
| 11.       | 「Blue Rose」                      | 愛絵理     | 都志見隆   | 渡辺剛    | 5:11  |
| 12.       | 「千流の雫」                       | 愛絵理     | 後藤次利   | 渡辺剛    | 5:25  |
| 13.       | 「抱いてくれたらいいのに」         | 松井五郎   | 後藤次利   | 澤近泰輔  | 5:12  |
| 14.       | 「Ice Rain」                       | 愛絵理     | 都志見隆   | 村松崇継  | 7:36  |
| 15.       | 「島より」(BONUS TRACK)            | 中島みゆき | 中島みゆき | 瀬尾一三  | 4:24  |
| 合計時間: | 合計時間:                          | 合計時間:  | 合計時間:  | 合計時間: | 72:39 |

| 全作曲: 後藤次利。 |                          |            |            |          |
| #                  | タイトル                 | 作詞       | 作曲・編曲 | 編曲     |
| 1.                 | 「天使みたいに踊らせて」 | 松井五郎   | 後藤次利   | 渡辺剛   |
| 2.                 | 「奇跡の肖像」           | 戸沢暢美   | 後藤次利   | 澤近泰輔 |
| 3.                 | 「そのあとは雨の中」     | 中島みゆき | 後藤次利   | 澤近泰輔 |
| 4.                 | 「証拠をみせて」         | 中島みゆき | 後藤次利   | 渡辺剛   |
| 5.                 | 「素直に言って」         | 愛絵理     | 後藤次利   | 渡辺剛   |

### Disc 2 原曲の収録アルバム
1. 天使みたいに踊らせて
3rd ALBUM『JOY』収録曲
2. 奇跡の肖像
3rd ALBUM『JOY』収録曲
3. そのあとは雨の中
8th ALBUM『Rise me』収録曲
4. 証拠をみせて
2nd ALBUM『静香』収録曲
5. 素直に言って
5th ALBUM『rosette』収録曲